# Великотирнівська вулиця
Вулиця Великотирнівська (Велико-Тирнівська, Великотирновська) — вулиця у Шевченківському і Київському районах Полтави. Пролягає від Київського шосе через перетин з вулицею Чумацький шлях до вулиці Решетилівська. До вулиці Великотирнівської прилягають вулиці Івана Мазепи, Героїв України, Шилівська, Світанкова, Ювілейна, Вознесенська, Весняна, Зоряна, Юрія Тимошенка, Львівська, Паркова та провулок Хорольський.
Вулиця пролягає по території колишніх приміських сіл Пушкарівки та м-н Пушкарівський. Названа в 1970 році на честь болгарського міста-побратима Полтави — Велико-Тирново.